# Naru (Woha)
Naru is een bestuurslaag in het regentschap Bima van de provincie West-Nusa Tenggara, Indonesië. Naru telt 3424 inwoners (volkstelling 2010).